# Cèsar de Borbó

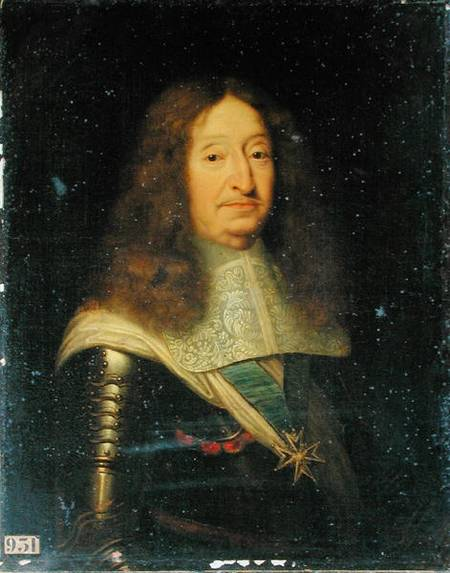
Cèsar de Borbó

Cèsar de Borbó - César de Bourbon en francès} - (Coucy-le-Château-Auffrique, 7 de juny de 1594 - París, 22 d'octubre de 1665) era un noble i militar francès fou un bastard del rei de França legitimat el 1595, a qui se li concedí el ducat de Vendôme, i més tard el ducat d'Étampes i el de Beaufort.
Bona part de la seva vida la passà amb intrigues de palau, sobretot contra Maria de Mèdici (regent de França), i després contra el seu fill Lluís XIII. Implicat en la conspiració del comte de Calais, Henri de Talleyrand-Périgord, en contra del Cardenal Richelieu, fou empresonat el 1626 igual que el seu germà Alexandre al Castell de Vincennes. En va ser alliberat el 1630 i s'exilià del Comtat d'Holanda, per tornar dos anys després.
De nou, és acusat de conspiració, en un intent d'assassinar Richelieu. Citat a comparèixer davant el Parlament de París, va preferir marxar a l'exili a Anglaterra, d'on no va tornar fins al 1642, després de la mort del cardenal Richelieu. Va prendre part, ara amb el seu segon fill, Francesc de Vendôme en la conspiració de la Càbala dels Importants, en un intent de recuperar els privilegis perduts en l'època del Cardenal Richelieu, en benefici de la Casa de Condé, i d'allunyar el Cardenal Mazarin, també hostil a la noblesa, de la influència de la dona del rei Lluís XIII, Anna d'Àustria. I no va ser fins al 1651, amb el casament del seu fill Lluís, duc de Mercœur amb Laura Mancini, neboda del cardenal Mazarin, que es va reconciliar amb la Cort durant la revolta de la Fronde. Aquest any va ser nomenat Gran Almirall de França i sotsintendent general de la Navegació el 1655.

## Família
Era fill il·legítim del rei Enric IV de França (1553-1610) amb la seva amistançada Gabriela d'Estrées (1571-1599). El 16 de juliol de 1608 es va casar a Fontainebleau amb Francesca de Lorena (1592-1669), duquessa de Mercœur, de Nomeny i de Penthièvre, filla de Felip Emmanuel (1558-1602) i de Maria de Luxemburg (1562-1623). El matrimoni va tenir tres fills:
- Lluís (1612-1669), casat amb Laura Mancini.
- Elisabet (1614-1664), casada amb Carles Amadeu de Savoia-Nemours (1624-1652).
- Francesc (1616-1669).